# Гемена
Геме́на (фр. Gemena) — город в Демократической Республике Конго. Административный центр провинции Южное Убанги. Расположен на северо-западе страны, на высоте 555 м над уровнем моря. Население Гемены по оценочным данным на 2012 год составляет 138 527 человек.
Мать Мобуту Сесе Секо, Мама Йемо, умерла в Гемене в 1971 году; в память о ней был построен огромный мавзолей.
С 2007 года в городе располагается 10-я смешанная бригада вооружённых сил ДР Конго.

## Транспорт
Через Гемену проходит транс-африканский автодорожный маршрут  шоссе Лагос-Момбаса.
В городе есть крупный аэропорт Гемена.